# Mistrzostwa Polski w Boksie 1939
16. Mistrzostwa Polski w boksie mężczyzn odbyły się od 1 do 2 kwietnia 1939 roku w Katowicach.
Startowało 83 zawodników. Zawody eliminacyjne  przeprowadzono  24 i 25 marca w Katowicach, Równem, Toruniu i Wilnie. Nie rozegrano pojedynków o 3. miejsce między zawodnikami pokonanymi w półfinałach.

## Medaliści
| Kategoria:                    | Złoto:                             | Srebro:                                     | Brąz:                                                                    |
| waga musza (do 50,8 kg)       | Alfred Jasiński (Ruch Chorzów)     | Stanisław Lendzion (Elektrit Wilno)         | Henryk Lubiński (Czarni Lwów) Jan Walkowiak (NKS Poznań)                 |
| waga kogucia (do 53,5 kg)     | Edmund Sobkowiak (Syrena Warszawa) | Józef Marcinkowski (IKP Łódź)               | Jan Choina (LWS Lublin) Brunon Krzemiński (Gryf Toruń)                   |
| waga piórkowa (do 57,2 kg)    | Antoni Czortek (Okęcie Warszawa)   | Czesław Skałecki (Warta Poznań)             | Józef Frączek (Strzelec Janowa Dolina) Jerzy Rudzki (IKB Świętochłowice) |
| waga lekka (do 61,2 kg)       | Zbigniew Kowalski (PZL Warszawa)   | Mieczysław Chrostek (Czarni Lwów)           | Jabłonowski (Gryf Toruń) Jerzy Janas (Slavia Ruda Śląska)                |
| waga półśrednia (do 66,7 kg)  | Paweł Lelewski (Gryf Toruń)        | Aleksander Grądkowski (Czechowice Warszawa) | Wasyl Biłyj (Ukraina Lwów) Zygfryd Waloszek (Ruch Chorzów)               |
| waga średnia (do 72,6 kg)     | Ludwik Szułczyński (HCP Poznań)    | Karol Paterok (Slavia Ruda Śląska)          | Stanisław Kazimierczak (Resovia) Antoni Miks (PZL Warszawa)              |
| waga półciężka (do 79,4 kg)   | Franciszek Szymura (Warta Poznań)  | Walenty Pietrzak (IKP Łódź)                 | Jan Iwaszkiewicz (Śmigły Wilno) Antoni Rączka (Strzelec Janowa Dolina)   |
| waga ciężka (powyżej 79,4 kg) | Stanisław Piłat (PKS Katowice)     | Jan Klimecki (HCP Poznań)                   | Józef Blum (Elektrit Wilno) Leon Szkwarkowski (Lechia Lwów)              |